# 帛度增一
武仙座96，又名BD+20 3649，HD 164852、SAO 85672、HR 6738，是武仙座的一颗恒星，视星等为5.28，位于銀經46.83，銀緯19.81，其B1900.0坐标为赤經17h 58m 6.5s，赤緯+20° 19.81′ 0″。